# カマンベール・ド・ノルマンディ
カマンベール・ド・ノルマンディ（フランス語: Camembert de Normandie）は、カマンベールチーズの一種。フランスのノルマンディ地方で作られる。
カマンベールチーズの「元祖」、「本家本元」などとされるのは次のような理由による。もともとカマンベールチーズはこの地方のカマンベールという村で作られたものであったが、アペラシオン・ドリジーヌ・コントロレ（AOC）取得が1983年と遅かったため、すでに世界各地でカマンベールの名前がこの種のチーズの商品名として使用されてしまっていた。1983年、「ノルマンディの」を意味する「ド･ノルマンディ」をつけ、特にこの地方のカルヴァドス県、セーヌ＝マリティーム県、ウール県、オルヌ県、マンシュ県の各県産であることなどを要件としAOCの認定を受けた。2008年の改定により、それまで以上に各県内でも狭い範囲に限定された。外装に木箱を使うことも規定のひとつ。原料乳の品種は規定されていないが、ノルマン種およびプリム・ホルスタイン種の乳が使われるケースが多い。
2014年には5,090トンが販売された。
口当たりの柔らかい味が一般的なほかのカマンベールチーズとは違い、カマンベール・ド・ノルマンディはコクとうまみのバランスが優れているとされる。また、熟成が進むと若干のアンモニア臭を発する。リンゴと一緒にオードブルとしてもよいし、ノルマンディ産のシードルとあわせてそのまま食すのもよい。